# Gare de Voivres
La gare de Voivres est une gare ferroviaire française de la ligne du Mans à Angers-Maître-École, située sur le territoire de la commune de Voivres-lès-le-Mans, dans le département de la Sarthe, en région Pays de la Loire.
Elle est mise en service en 1863 par la compagnie des chemins de fer de l'Ouest. C'est aujourd'hui une halte ferroviaire de la Société nationale des chemins de fer français (SNCF), desservie par des trains TER Pays de la Loire circulant entre Le Mans et Angers-Saint-Laud.

## Situation ferroviaire
Établie à 52 mètres d'altitude, la gare de Voivres est située au point kilométrique (PK) 223,068 de la ligne du Mans à Angers-Maître-École, entre les gares ouvertes du Mans et de La Suze. elle est séparée de celle du Mans par la gare aujourd'hui fermée de Saint-Georges - Étival.

## Histoire
La compagnie des chemins de fer de l'Ouest met en service la station de Voivres le 23 mars 1863 lors de l'ouverture du trafic sur la voie ferrée du Mans à Sablé.

## Service des voyageurs

### Accueil

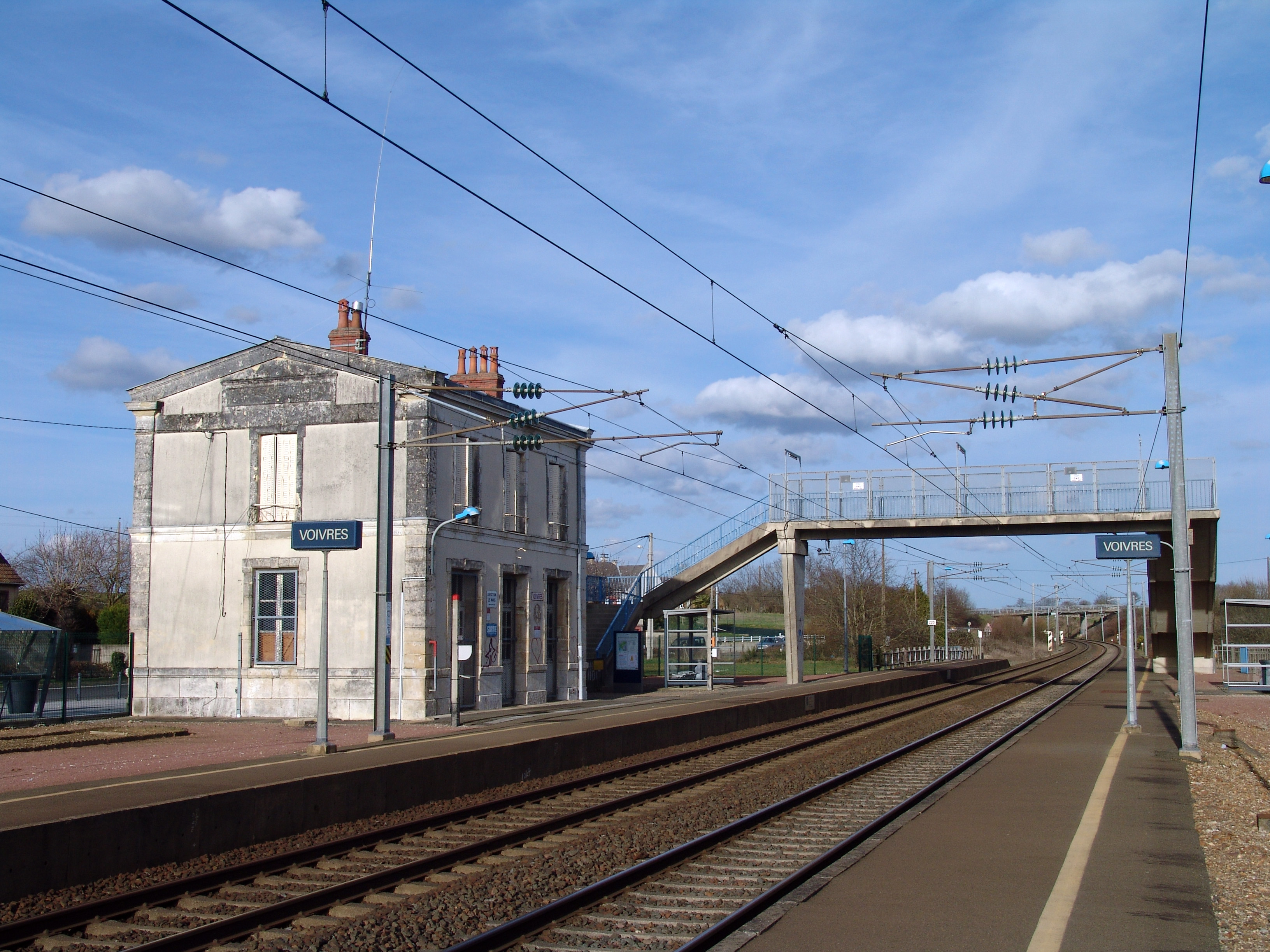
Le bâtiment voyageurs, la passerelle et les quais.

Halte SNCF, c'est un point d'arrêt non géré (PANG) à entrée libre. Elle dispose d'abris de quai et d'une passerelle permettant le passage en sécurité d'un quai à l'autre. En 2015, la région des Pays de la Loire promet le renouvellement des abris de quai, avec l'aide du programme européen « Citizens rail » de développement des chemins de fer régionaux.

### Desserte
Voivres est desservie par des trains TER Pays de la Loire circulant entre Le Mans et Angers-Saint-Laud.

### Intermodalité
Un parking pour les véhicules est aménagé.